# Gompholobium latifolium
Gompholobium latifolium är en ärtväxtart som beskrevs av James Edward Smith. Gompholobium latifolium ingår i släktet Gompholobium och familjen ärtväxter. Inga underarter finns listade i Catalogue of Life.